# Метод Сократа (Доктор Хаус)
«Ме́тод Сокра́та» (англ. The Socratic Method)  — шоста серія першого сезону американського телесеріалу «Доктор Хаус». Прем'єра епізоду пройшла на каналі FOX 21 грудня 2004. Доктор Хаус і його команда має врятувати шизофренічну матір, яка насправді не має проблем з психікою.

## Сюжет
Люсі Палмейро, мати хлопця, який вдає з себе 18-річного, щоб не потрапити до соціальної служби, відчула гострий біль в нозі через кров'яний згусток в кінцівці. В минулому їй поставили діагноз шизофренія. З часом згусток перемістився до легень і тепер Люсі має боротися з легеневою тромбоемболією (глибокий тромбоз вени). Вночі в неї починається кашель з кров'ю. Ураховуючи аналіз крові, Хаус стверджує, що у Люсі дефіцит вітаміну К. Форман і Чейз навідуються до неї додому, і знаходять повний холодильник гамбургерів для підігріву в мікрохвильовій та скриньку з ліками. Проте пляшечка з ліками, що допомагають хворим на шизофренію мислити більш розумно, навіть не відкрита. Теорія Хауса про дефіцит вітаміну К підтверджується.
Чейз і Кемерон роблять ультразвукове дослідження Люсі і помічають в неї цироз печінки і злоякісну пухлину. Пухлина виявилась доволі великою. Люсі потрібно видалити її, але через її розмір хірурги не мають права робити операцію. Тому Хаус вдається до хитрощів. Він вводить етанол в пухлину, що призводить до її зменшення. Це зменшення буде тривати недовго, а тому пацієнтку відразу записують на операцію. Тим часом Хаус через рентген дізнається, що Люку, сину Люсі, лише 15 років. Після операції його матері до палати входять працівники соціальної служби і забирають Люка до притулку. Так як хлопець думає, що Хаус зателефонував до соціальної служби, він сильно ображається на нього. Проте Хаус пообіцяв Люку не телефонувати в соціальну службу і тримав своє слово.
Вночі Хаус розуміє, що сталось насправді. Це Люсі звернулась до соціальної служби, а це підтверджує, що вона психічно здорова. Тоді Хаус з його командою звертаються до історії хвороб Люсі Палмейро. Виявляється, в минулому році її двічі записували до офтальмолога, проте відвідала вона його лише один раз. Форман перевіряє очі Люсі і помічає навколо її рогівок червоне кільце, а це, разом із враженою печінкою, вказує на хворобу Вільсона. Люсі виліковують печінку і очі, вона одужує. Люк приїжджає, щоб забрати мати і сильно дивується її нормальній поведінці. Сім'я знову щаслива. При зустрічі Люка і Люсі в ліфті з Хаусом, він вигороджує мати хлопця і каже Люку, що це він телефонував соціальній службі.

## Цікавинки
- Коли Хаус дзвонить офтальмологу Люсі в ночі, то вдає з себе англійця, який телефонує з Лондона. Хаус придає англійський акцент, але цей акцент не такий який має Г'ю Лорі (Г'ю Лорі британець).
- В цій серії у Хауса день народження, але в 2 сезоні виявляється, що його день народження припадає на літо.